# ヴィゼウ公

初代ヴィゼウ公エンリケ航海王子の紋章

第2代ヴィゼウ公・初代ベージャ公フェルナンドの紋章

ヴィゼウ公（ヴィゼウこう、ポルトガル語: Duque de Viseu）は、ポルトガル王国の公爵位。1415年にポルトガル王ジョアン1世が三男エンリケ航海王子をセウタ征服の功績で初代公に叙するのがはじまりだった。
エンリケ航海王子が跡継ぎのないまま死去すると、甥のベージャ公フェルナンド（ドゥアルテ1世の次男）がヴィゼウ公位を継承した。フェルナンドの六男マヌエルはヴィゼウ公位を継承した後、ポルトガル王に即位した。

## ヴィゼウ公の一覧
1. エンリケ航海王子（1394年 - 1460年） - ジョアン1世の三男
2. フェルナンド（1433年 - 1470年） - ドゥアルテ1世の次男、ベージャ公
3. ジョアン（英語版）（1448年 - 1472年） - 2代公フェルナンドの長男、ベージャ公
4. ディオゴ（英語版）（1450年 - 1484年） - 2代公フェルナンドの次男、ベージャ公
5. マヌエル1世（1469年 - 1521年） - 2代公フェルナンドの六男、ベージャ公、後にポルトガル王
6. マリア（1521年 - 1577年） - マヌエル1世の3度目の結婚で産んだ娘
7. ミゲル（英語版）（1878年 - 1923年） - ミゲル2世・デ・ブラガンサの長男
8. ミゲル・ハファエル（英語版）（1946年 - ） - ドゥアルテ・ヌノ・デ・ブラガンサの次男